# Калверт, Джордж, 1-й барон Балтимор
Лорд Джордж Калверт, 1-й барон Балтимор (англ. George Calvert, 1st Baron Baltimore; 1579 — 15 апреля 1632) — английский государственный деятель и колонизатор. Член парламента и государственный секретарь при короле Якове I.

## Биография
Родился в семье Леонарда Калверта и Алисии де Кроссланд. Отец Джорджа был успешным землевладельцем, занимавшимся также торговлей говядиной и разведением крупного рогатого скота. Оба родителя исповедовали католическое христианство, но с началом гонений на католиков перешли в англиканство.
Был одним из приближённых и советников короля Якове I, который в 1610 году принял его в Тайный совет. Он совершал дипломатические поездки в страны Европы, получая за службу от короля поместья. В 1619 году он был назначен государственным секретарём, что сделало его одним из знатных и богатых вельмож в стране.
В феврале 1625 года подал в отставку и перешёл в католицизм. Незадолго до этого, король Яков I пожаловал ему титул барона Балтимора. Положил начало штату Мэриленд, который был предоставлен в его распоряжение королевской хартией 1625 года. Весной 1628 года он отправился в колонию вместе со своей семьёй и 40 колонистами, но поддержка католиков вызвала возмущение протестантского священника. В последующие годы король Карл I предоставил ему новые земли в Мэриленде.
Скончался 15 апреля 1632 года, после его смерти мэрилендские земли были унаследованы его сыновьями Сесилом (2-м бароном Балтимором) и Леонардом (англ. Leonard Calvert). По его имени назван основанный в 1729 году мэрилендский город Балтимор.